# 木村朱美
木村 朱美（きむら あけみ、1987年3月4日 - ）は、日本のファッションモデル。東京都出身。オスカープロモーション女性部に所属。

## 来歴・人物
3兄妹の末っ子（姉と兄がいる）。趣味はショッピング、ヨガ、料理。特技はバレーボール、水泳。好きな色は白。
2002年、知人の薦めで第9回全日本国民的美少女コンテストに応募し、同コンテストの演技部門賞を受賞。美少女クラブ21のメンバーとなるが、2004年に脱退（本人曰く「歌は苦手」と述懐している）。同年から2006年までファッション雑誌『MORE』（集英社）の専属モデルを務めた。
2013年から2016年の4年間川崎フロンターレの応援番組『ファイト!川崎フロンターレ』MCを担当した。

## 主な出演

### テレビ
- ファイト!川崎フロンターレ（2013年1月 - 2016年12月、tvk）

### CM
- 旭化成アイミー（2005年 - 2009年）

### イベント
- 開国博Y150 ファッションショー（2009年）